# روبي والش
روبي والش (بالإنجليزية: Ruby Walsh)‏ هو فارس أيرلندي، ولد في 14 مايو 1979 في Kill, County Kildare ‏ في جمهورية أيرلندا.